# Fuego en el alma
Pour plus de détails, voir Fiche technique et Distribution.
Fuego en el alma est un film portoricain sorti en 2005. Il a été réalisé sous la direction de Abdiel Colberg.

## Synopsis
Il s'agit de l'histoire de trois couples à Porto Rico dont les relations atteignent leur point critique, impactés par les évènements du 11 septembre 2001. 

Celos que te encienden :

La première histoire concerne Millo et son épouse Luisa. Il est joueur de baseball professionnel qui a raté des opportunités parce que son père l'a retenu sous le prétexte d'attendre mieux. Sa colère se transforme en jalousie et en frustration qui va éclater quand un nouveau recruteur apparaît en ville pour recruter des joueurs, écartant Millo en tant que joueur pour lui offrir à la place un rôle de coach. La frustration de Millo lui fait agresser tout un chacun, en particulier sa femme dont il abuse et le recruteur est l'ultime victime de sa violence. Luisa décide de fuir cette violence vers New York le 11 septembre 2001... 

Celos que matan :

La deuxième histoire concerne un pilote d'avion qui mène une double vie, en tant qu'homme marié et père d'une fille à Porto Rico et un amant à New York, un steward de son équipage. Sa vie va être bouleversée quand son avion sera détourné vers les Bermudes de sa route vers New York le matin du 11 septembre 2001.

La pasión que redime :

La troisième histoire concerne Anhelo, la mère du steward, qui rencontre un homme plus jeune qu'elle, un photo-reporter et tombe passionnément amoureuse de lui, mettant en jeu sa réputation d'artiste et son mariage de longue date. Ce photo-reporter est en route pour couvrir une conférence prévue au World Trade Center.

## Distribution
- Julián Gil[3] : Millo
- Daniela Droz : Luisa, femme de Millo
- Braulio Castillo Jr.[4] : Raúl, amant photographe
- Luisa de Los Ríos
- Raúl Dávila : Jorge, époux d'Anhelo
- Rey Pascual
- Idalia Pérez Garay[5] : Anhelo
- Néstor Rodulfo : Daniel[6]
- Karla Monroig

## Nominations et récompenses
Sélection officielle :
- Sedona International Film Festival
- Premios Inte
- Toronto Latino Film Festival
- San Juan Cinemafest

Présentations et invitations spéciales :
- Musée del Barrio à New York : Hommage à Raúl Dávila
- Congrès Gay & Lesbien à l'Universié Harvard.